# Lacarre
Lacarre (Baskisch: Lakarra) is een gemeente in het Franse departement Pyrénées-Atlantiques (regio Nouvelle-Aquitaine) en telt 127 inwoners (2004). De plaats maakt deel uit van het arrondissement Bayonne.

## Geografie
De oppervlakte van Lacarre bedraagt 4,4 km², de bevolkingsdichtheid is 28,9 inwoners per km².
De onderstaande kaart toont de ligging van Lacarre met de belangrijkste infrastructuur en aangrenzende gemeenten.

## Demografie
Onderstaande figuur toont het verloop van het inwonertal (bron: INSEE-tellingen).